# Christopher Price (Politiker)
Christopher Price (* 26. Januar 1932 in Leeds; † 21. Februar 2015 in London) war ein britischer Politiker der Labour Party, der mit Unterbrechungen 13 Jahre lang Abgeordneter des House of Commons sowie von 1977 bis 1978 Mitglied des Europäischen Parlaments war.

## Leben

### Studium, Lehrer und Kommunalpolitiker
Price wuchs in East Keswick, einer Kleinstadt in Yorkshire, auf und besuchte später die Leeds Grammar School, auf der Gerald Kaufman zu seinen Schulfreunden zählte und der ihn dazu aufforderte, 1948 als 16-Jähriger der Labour Party als Mitglied beizutreten. Nach dem Schulbesuch absolvierte er ein Studium am Queen’s College der University of Oxford. Dort war er auch Mitglied des Oxford Labour Club sowie Vorsitzender der Gruppe der Oxford Labour Party. Nach Abschluss des Studiums war er als Lehrer an der Ecclesfield Grammar School tätig.
Seine politische Laufbahn begann er in der Kommunalpolitik, als er 1962 zum Mitglied des Stadtrates von Sheffield (Sheffield City Council) gewählt wurde.
Bei den Unterhauswahlen vom 15. Oktober 1964 kandidierte er im Wahlkreis Shipley erstmals für ein Abgeordnetenmandat im House of Commons, unterlag allerdings dem Wahlkreisinhaber der Conservative Party, Geoffrey Hirst. Während dieser 19.076 Stimmen (57,95 %) erhielt, entfielen auf Price 15.545 Wählerstimmen (39,07 %).

### Unterhausabgeordneter und Mitglied des Europäischen Parlaments
Anschließend wurde er bei den Wahlen vom 31. März 1966 im Wahlkreis Birmingham Perry Barr zum Abgeordneten des Unterhauses gewählt. Dabei konnte er den amtierenden Unterhausabgeordneten der konservativen Tories deutlich mit 3665 Stimmen besiegen: Price erhielt 20.222 Wählerstimmen (55 %) und Wyndham Davies 16.557 Stimmen (45 %). Allerdings verlor er diesen Wahlkreis bereits bei der darauf folgenden Wahlen vom 18. Juni 1970 gegen seinen konservativen Herausforderer Joseph Kinsey, auf den 18.083 (51,8 %) entfielen, während Price dieses Mal 16.817 Wählerstimmen (48,2 %) bekam und damit 6,8 Prozentpunkte verlor. Zwischen 1966 und 1967 fungierte er als Parlamentarischer Privatsekretär des Ministers für Bildung und Wissenschaft (Secretary of State for Education and Science), Anthony Crosland.
Price wurde bei den Wahlen vom 28. Februar 1974 im Wahlkreis Lewisham West wieder zum Abgeordneten in das House of Commons gewählt und konnte sich dabei gegen den Wahlkreisinhaber der Conservative Party, John Gummer, durchsetzen: Price bekam 21.118 Stimmen (43,27 %) und Gummer 18.716 Wählerstimmen (38,35 %). Bei den darauf folgenden Wahlen wurde er jeweils wiedergewählt, ehe er bei den Wahlen vom 9. Juni 1983 eine Niederlage gegen seinen konservativen Herausforderer John Maples erlitt, der ihn mit 19.521 Stimmen (44,02 %) zu 17.015 Stimmen (38,37 %) schlug.
Daneben war Price, der zeitweilig Vorsitzender des Ständigen Ausschusses für Bildung, Wissenschaft und Künste (Select Committee on Education, Science and the Arts) war, von 1977 bis 1978 Mitglied des Europäischen Parlaments.
Nach seinem Ausscheiden aus dem Unterhaus wurde er Direktor und Vizekanzler der Leeds Mechanic Institute, aus der 1992 die Leeds Beckett University hervorging.